# Old Manor House

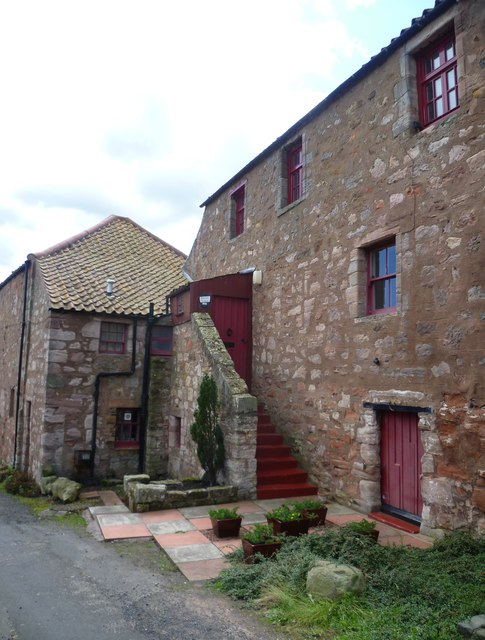
Old Manor House

Old Manor House ist ein Wohngebäude in der schottischen Ortschaft Cockburnspath in der Council Area Scottish Borders. 1971 wurde das Bauwerk in die schottischen Denkmallisten in der höchsten Denkmalkategorie A aufgenommen.

## Beschreibung
Das regional auch als Sparrows Castle bezeichnete Gebäude liegt im Zentrum Cockburnspaths neben der Cockburnspath Church. Ursprünglich aus zwei Einzelgebäuden bestehend, werden die ältesten Fragmente anhand stilistischer Details spätestens auf das 16. Jahrhundert datiert. Die beiden Gebäude sind versetzt parallel gebaut und besitzen eine Schnittfläche im Zentrum. Am Südteil sind die Fensteröffnungen mit Eierstabornamenten eingefasst. Auskragende Elemente sind an der rückwärtigen Westfassade zu finden. Der Eingang am Nordgebäude im ersten Obergeschoss ist über eine Vortreppe zugänglich. Ebenerdig ist ein Steingewölbe zu finden. Eine Deckenmalerei stammt aus dem 17. Jahrhundert.